# Heavy Rotation Tour
A Heavy Rotation Tour é a segunda turnê da cantora americana Anastacia, para promover seu quarto álbum de estúdio Heavy Rotation, que foi lançado em 2008. A turnê passou apenas pela Europa.

## Antecedentes
A turnê foi brevemente mencionada em Novembro de 2008 por Anastacia. Durante uma sessão de bate-papo online com os fãs ela declarou: "haverá uma turnê, mas eu ainda não decidi quando. Parece que vai ser próximo ao final do ano de 2009. [...] Tudo o que posso confirmar é que será uma turnê mundial. Eu vou primeiro para a Ásia e Austrália, depois vou fazer uma grande temporada na Europa e em seguida na América." Um mês depois, um vídeo feito por fãs de Anastacia deixando um hotel na Suíça foi publicado no YouTube. Quando os fãs perguntaram sobre a turnê em Zurique, Anastacia respondeu: "Não temos Zurique no mapa ainda. […] Eu sei que tem um território perto de vocês que é Genebra […] Eu não estou indo para Roma atualmente. Isso não quer dizer que eu não quero ir mas eles estão fazendo o encaminhamento." A turnê foi confirmada através do site oficial da Anastacia em 27 de Fevereiro de 2009.
Keely Myers e Chris Vaughan do The Production Office (TPO) foram responsáveis pela produção técnica da turnê. O TPO produzem turnês de pop e rock incluindo Muse, Take That e Children In Need Rocks Royal Albert Hall para citar alguns. O diretor criativo e produtor da Heavy Rotation Tour é Kim Gavin, que também trabalhou de 2007 à 2008 na Viva La Diva Tour com Darcey Bussell e Katherine Jenkins, também com Take That no Concerto para Diana. Live Nation foi listado como o promotor da turnê. Os locais dos concertos são menores em comparação com aqueles aonde Anastacia realizou sua primeira turnê, mas segundo a cantora ela queria criar uma apresentação mais íntima para seus fãs.
Anastacia fez uma aparição no programa de televisão britânico This Morning em 20 de Maio de 2009 para promover a turnê, onde ela descreveu o tema do show como: "[...] um dia inteiro na vida..." devido ao fato de que muitas de suas músicas são "muito narrativas" assim como "[...] um pouco de Bette Midler, muita ação de teatro acontecendo, mas vídeo também." Em 22 de Maio de 2009 Anastacia anunciou em seu blog oficial que sua mãe iria aparecer com ela no palco (entre 09 de Julho e 19 de Julho) durante os shows na Itália, Graz, Praga e Girona.

## Atos de abertura

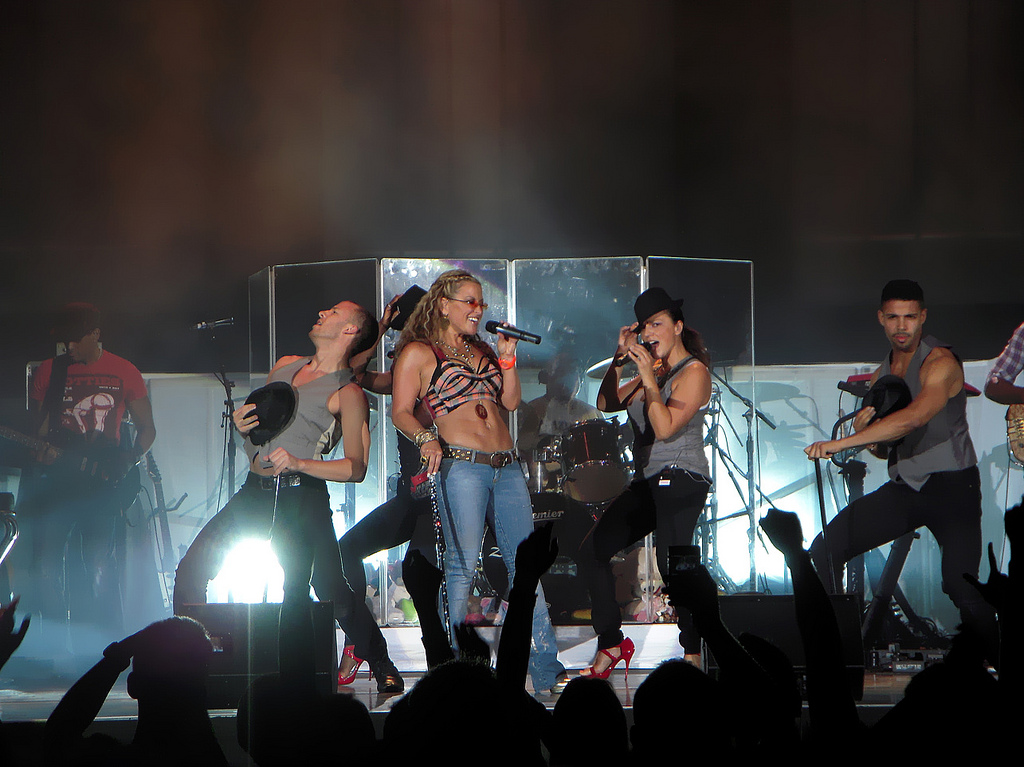
Anastacia durante o show em Budapeste, Hungria.

- Sofia Sida (Helsínquia)
- Miad Ballai (Estocolmo)
- IdaAida (Sønderborg)
- Zakkie (Bélgica)
- King Jack (Amsterdã)
- Karima (Lucca e Taormina)
- Steve Appleton (Reino Unido)
- Caroline Chevin (Zurique)
- Karima (Roma)
- Ricardo Azevedo (Portugal)
- Noémi Virág (Budapeste)
- Claudia Cream (Bucareste)
- Saulės Kliošas (Vilnius)
- Ani Lorak (Kiev)

## Lista de músicas
São Petersburgo / Verona
1. "One Day in Your Life"
2. "Paid My Dues"
3. "Same Song"
4. "You'll Never Be Alone"
5. "Not That Kind"
6. "Sick and Tired"
7. "Heavy Rotation"
8. "Left Outside Alone" (versão remix)
9. "I'm Outta Love"

Junho—Agosto
1. "One Day in Your Life" (com introdução de vídeo)
2. "I Can Feel You"
3. "Wishing Well" ¹
4. "Same Song"
5. "I Thought I Told You That"
6. "You'll Never Be Alone"
7. "Defeated"
8. "Cowboys & Kisses"
9. "Why'd You Lie to Me"
10. "In Your Eyes"
11. "You'll Be Fine" ¹
12. "Paid My Dues" (vídeo interlúdio & performance ao vivo)
13. "Pieces of a Dream"
14. "Sick and Tired"
15. "I Belong to You (Il Ritmo della Passione)"
16. "Not That Kind"
17. "Beautiful Messed Up World" (vídeo interlúdio) ²
18. "Heavy Rotation"
19. "I'm Outta Love"
20. "Left Outside Alone" (versão remix)

Setembro
1. "The Way I See It" (com vídeo introdução)
2. "One Day in Your Life"
3. "Same Song"
4. "I Thought I Told You That"
5. "You'll Never Be Alone"
6. "Defeated"
7. "Cowboys & Kisses"
8. "Why'd You Lie to Me"
9. "In Your Eyes"
10. "Paid My Dues" (vídeo interlúdio & performance ao vivo)
11. "Pieces of a Dream"
12. "Sick and Tired"
13. "I Belong to You (Il Ritmo della Passione)"
14. "Not That Kind"
15. "Heavy Rotation"
16. "I'm Outta Love"
17. "Left Outside Alone" (versão remix)

¹ Não foi realizada em datas selecionadas

## Datas da turnê
| Data                   | Cidade           | País            | Local                                            |
| ---------------------- | ---------------- | --------------- | ------------------------------------------------ |
| Europa                 |                  |                 |                                                  |
| 4 de Junho de 2009     | São Petersburgo  | Rússia          | Praça do Palácio [D]                             |
| 6 de Junho de 2009     | Helsínquia       | Finlândia       | Hartwall Areena                                  |
| 9 de Junho de 2009     | Estocolmo        | Suécia          | Annexet                                          |
| 11 de Junho de 2009    | Sønderborg       | Dinamarca       | Mølleparken                                      |
| 13 de Junho de 2009    | Antuérpia        | Bélgica         | Lotto Arena                                      |
| 14 de Junho de 2009    | Amesterdão       | Holanda         | Heineken Music Hall                              |
| 16 de Junho de 2009    | Baden-Baden      | Alemanha        | Baden-Baden Theatre                              |
| 18 de Junho de 2009    | Hamburgo         | Alemanha        | Freilichtbühne im Stadtpark                      |
| 19 de Junho de 2009    | Düsseldorf       | Alemanha        | Philips Halle                                    |
| 21 de Junho de 2009    | Frankfurt        | Alemanha        | Alte Oper                                        |
| 22 de Junho de 2009    | Munique          | Alemanha        | Philharmonie im Gasteig                          |
| 25 de Junho de 2009    | Londres          | Inglaterra      | HMV Hammersmith Apollo                           |
| 26 de Junho de 2009    | Cardiff          | País de Gales   | Cardiff International Arena                      |
| 28 de Junho de 2009    | Birmingham       | Inglaterra      | National Indoor Arena                            |
| 30 de Junho de 2009    | Cork             | Irlanda         | The Docklands [A]                                |
| 2 de Julho de 2009     | Manchester       | Inglaterra      | Manchester Apollo                                |
| 5 de Julho de 2009     | Zurique          | Suíça           | Hallenstadion                                    |
| 7 de Julho de 2009     | Verona           | Itália          | Arena de Verona [B]                              |
| 8 de Julho de 2009     | Lucca            | Itália          | Piazza Napoleone [C]                             |
| 10 de Julho de 2009    | Taormina         | Itália          | Teatro Antico                                    |
| 12 de Julho de 2009    | Roma             | Itália          | Auditorium Parco della Musica                    |
| 14 de Julho de 2009    | Graz             | Áustria         | Stadthalle Graz                                  |
| 16 de Julho de 2009    | Praga            | República Checa | Tesla Arena                                      |
| 18 de Julho de 2009    | Girona           | Espanha         | Botanical Gardens of Caixa Girona Auditorium [G] |
| 20 de Julho de 2009    | Madrid           | Espanha         | Escenario Puerta del Ángel [E]                   |
| 21 de Julho de 2009    | Valência         | Espanha         | Jardines de Viveros [F]                          |
| 23 de Julho de 2009    | Guimarães        | Portugal        | Pavilhão Multiusos                               |
| 25 de Julho de 2009    | Lisboa           | Portugal        | Pavilhão Atlântico                               |
| 1 de Agosto de 2009    | Ilha de Wight    | Inglaterra      | Osborne House                                    |
| 1 de Setembro de 2009  | Bucareste        | Romênia         | Sala Polivalentă                                 |
| 3 de Setembro de 2009  | Esch-sur-Alzette | Luxemburgo      | Rockhal                                          |
| 5 de Setembro de 2009  | Bratislava       | Eslováquia      | Sibamac Arena                                    |
| 6 de Setembro de 2009  | Budapeste        | Hungria         | Syma Sport and Events Centre                     |
| 10 de Setembro de 2009 | Vilnius          | Lituânia        | Siemens Arena                                    |
| 13 de Setembro de 2009 | Kiev             | Ucrânia         | Palace of Sports                                 |

Datas canceladas:
- O show do dia 8 de Setembro em Moscou no Olimpiisky Indoor Arena foi cancelado por razões desconhecidas e substituído com um show em Baku, Azerbaijão que acabou por ser cancelado também.
- O concerto do dia 11 de Setembro em Tallinn no Saku Suurhall Arena também foi cancelado.

Festivais e outras performances diversas:

↑ A Esse concerto fez parte do Live at the Marquee.
↑ B Esse concerto fez parte da turnê Face to Face Tour de Elton John.
↑ C Esse concerto fez parte do Lucca Summer Festival.
↑ D Este concerto fez parte do evento St. Petersburg International Economic Forum. Anastacia foi anunciada como convidada especial com Duran Duran como o ato principal.

↑ E Este concerto fez parte do festival Los Veranos de la Villa.

↑ F Este concerto fez parte do festival Feria de Julio.

↑ G Este concerto fez parte do festival Jardins de Cap Roig.

## Recepção da crítica
A turnê de Anastacia recebeu bons comentários:
- Caroline Sullivan do The Guardian analisou o show no HMV Hammersmith Apollo lhe dando quatro estrelas de cinco.[19] | “ | Ela está intimidada? nem um pouco. Como ela disse no final desta apresentação, show vibrante, ela está tão carregada que ela não sabe "o que fazer com esta energia" [...] Anastacia é um vigor no estoque comercial. Ela é uma excelente pop-soul da velha escola, explode nas baladas e nos números de dança com o mesmo vigor [...] se você quer sutileza, procure em outro lugar, mas para ser honesta, entretenimento de bom coração, ela é sua garota. | ” |

## Equipe

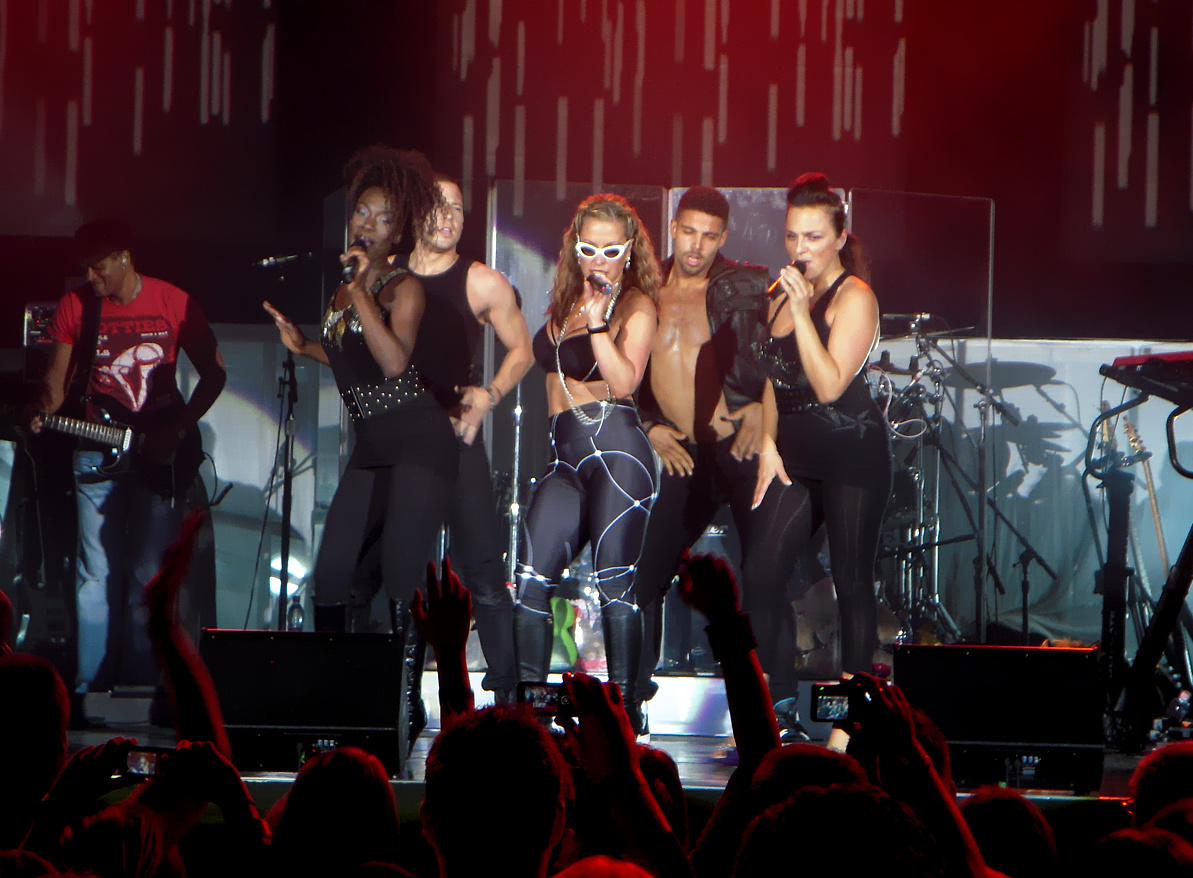
Anastacia durante o show em Budapeste, Hungria.

- Promotor: Live Nation Global Touring
- Diretor de criação: Kim Gavin[20]
- Produção técnica; Chris Vaughan & Keely Myers (The Production office)
- Diretor musical: Orefo Orakwue
- Cenógrafo: Gareth Walker
- Designer de palco: Misty Buckley
- Dançarinos: Jay Revell e Tom Goddhall

### Banda
- Vocal de apoio: Elizabeth Troy e Maria Quintile
- Guitarra baixo: Orefo Orakwue
- Bateria: Steve Barney
- Guitarra: Dave Ital
- Teclados: Hannah Vasabth e Marcus Byyrne